# チャールズ・ヘンリー・ターナー (画家)
チャールズ・ヘンリー・ターナー（Charles Henry Francis Turner、1848年8月7日 – 1908年11月24日）はアメリカ合衆国の画家である。ボストン美術館が創立された時、併設された付属美術学校の最初の学生の一人になり、「ボストン派」の画家の一人とされる。

## 略歴
マサチューセッツ州のニューベリーポートに生まれるが、母親を早く亡くし、ニューハンプシャー州のキャロル郡やボストンの親戚の家で育てられた。商人となった後、南北戦争が始まり、1864年に16歳でマサチューセッツの志願兵の部隊に加わった。1866年から3年間陸軍で働いた後、ボストンに戻り事務員として働き、1873年にはドイツ出身の女性と結婚した。1876年にボストン美術館が創立され、付属美術学校が開設されてドイツから招かれたエミール・オットー・グルントマンが絵画を教え始めると、1877年にターナーもこの学校の学生になった 。ボストン・アート・クラブの会員になり、33歳になった頃、職業画家になった。
1880年代の前半には、ヨーロッパに渡り、フランス、ドイツ、オランダを旅した。帰国後はアメリカの風景画家のグループ、「ホワイト・マウンテン派(White Mountain School)」の画家たちとも活動した。
ボストン・アート・クラブの会長も務めた。

## 作品

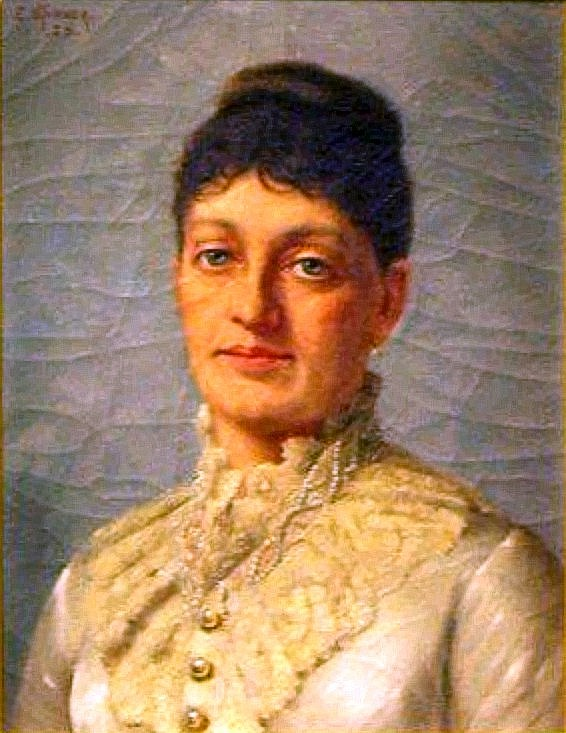
婦人像	(1884)
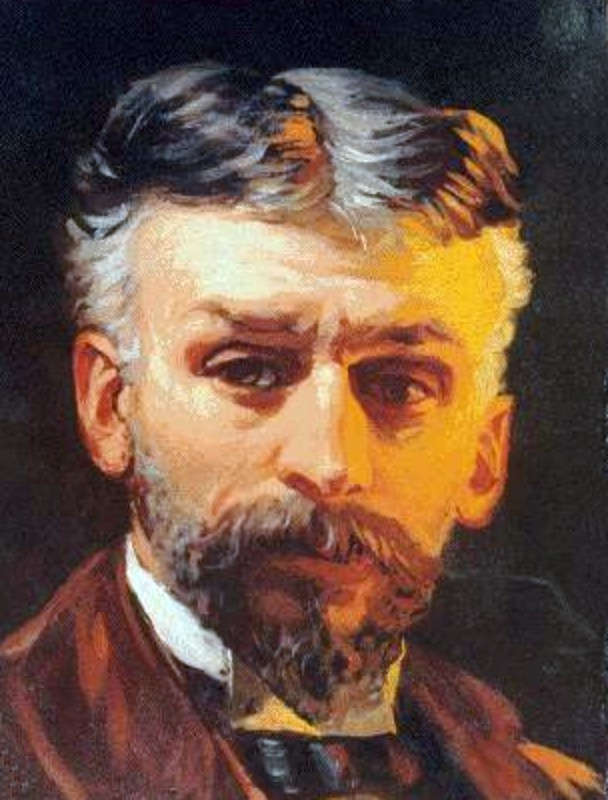
自画像
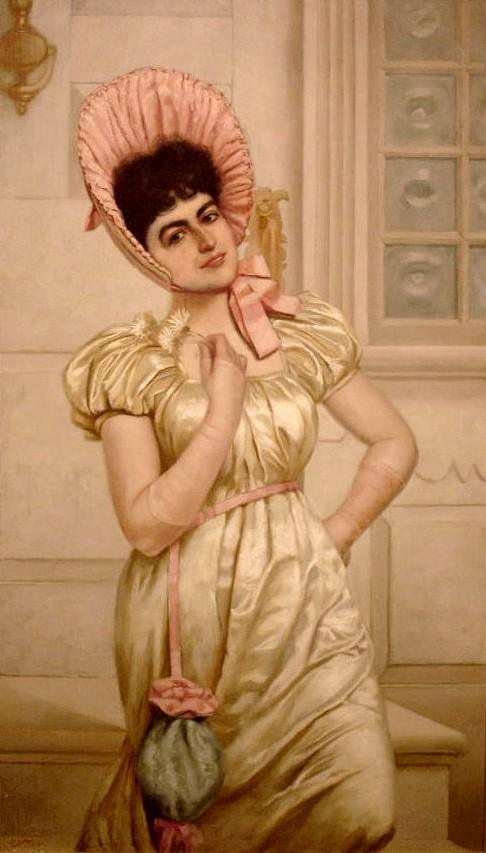
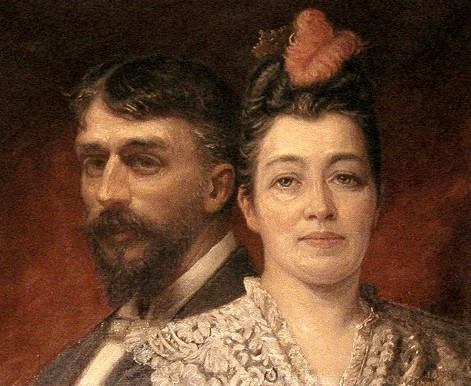
妻との自画像(1896)